# Tillandsia macrodactylon
Tillandsia macrodactylon är en gräsväxtart som beskrevs av Carl Christian Mez. Tillandsia macrodactylon ingår i släktet Tillandsia och familjen Bromeliaceae. Inga underarter finns listade i Catalogue of Life.